# Efeito Auger

Ilustração esquemática do efeito Auger: a interação de um elétron com um átomo dá origem a uma lacuna no nível 1s, que é ocupada por um elétron do nível 2s. A energia liberada nessa transição é absorvida por um elétron do nível 2p, que é ejetado.

O efeito Auger consiste numa transição eletrônica que ocorre quando um átomo ejeta um elétron sem haver a emissão de fótons. Inicialmente, é um fenômeno físico em que um átomo neutro libera um elétron de sua camada eletrônica, provocando a emissão de outro elétron. Esta condição ocasiona uma lacuna no átomo, que pode ser preenchida por outro elétron proveniente das camadas eletrônicas mais externas. Esta transição é acompanhada da ejeção de um elétron com energia cinética.

## Descoberta
Mesmo sendo atribuído ao efeito o nome de um de seus descobridores, o físico francês Pierre Victor Auger, considera-se que este processo de emissão foi de fato descoberto em 1922 pela física austríaca Lise Meitner, como um "efeito colateral" de uma de suas pesquisas em que buscava compreender as interações dos elétrons beta nucleares.